# Shaun Bownes
Shaun Bownes (Sudáfrica, 24 de octubre de 1970) es un atleta sudafricano retirado especializado en la prueba de 60 m vallas, en la que consiguió ser medallista de bronce mundial en pista cubierta en 2001.

## Carrera deportiva
En el Campeonato Mundial de Atletismo en Pista Cubierta de 2001 ganó la medalla de bronce en los 60 m vallas, llegando a meta en un tiempo de 7.55 segundos, tras el estadounidense Terrence Trammell (oro con 7.51 segundos) y el cubano Anier García (plata con 7.54 segundos).